# A vulkán (South Park)
A vulkán (Volcano) a South Park című rajzfilmsorozat harmadik része (az 1. évad 3. epizódja). Elsőként 1997. augusztus 27-én sugározták az Amerikai Egyesült Államokban. Az epizódban a négy főszereplő, Stan Marsh, Kyle Broflovski, Eric Cartman és Kenny McCormick vadásztúrára indul Stan nagybátyjával, Jimbóval és annak barátjával, Neddel. Az ott tartózkodás során Stant frusztrálja, hogy a vadászatban képtelen nagybátyja nyomdokaiba lépni, Cartman pedig egy Szőrmóksegg nevű szörnyről szóló történetekkel próbál ráijeszteni a többiekre. Mindeközben egy közeli vulkán kitörni készül...
A Trey Parker és Matt Stone által írt és rendezett rész az Államokban TV-MA besorolást kapott. A cselekményt az 1997-es Tűzhányó és a Dante pokla című katasztrófafilmek inspirálták, amelyek Parker és Stone tetszését sem nyerték el. A történetet az alkotók gyerekkori, Coloradóban átélt, vadászattal kapcsolatos élményei is megihlették; Stan vadászathoz való hozzáállása Parker valós érzésein alapul. Parker és Stone saját bevallása szerint úgy érezte, hogy A vulkán animációja nagy előrelépés volt a korábbi részekhez képest. A láva megjelenítésével különösen elégedettek voltak, melyet számítógéppel alkottak meg, papírkivágáshoz hasonló effekttel.
A vulkán többségében pozitív kritikákat kapott, 1997-ben jelölték a Environmental Media Award-ra. Az eredeti sugárzást kicsivel több, mint egymillió néző követte figyelemmel, a Nielsen ratings adatai szerint. Ebben az epizódban szerepel először Ned Gerblanski és Randy Marsh; utóbbi, aki a város geológusa, később Stan apja lesz a sorozatban. Szőrmóksegg, amely népszerű mellékszereplővé vált, és később több South Parkkal kapcsolatos videójátékban szerepel, szintén itt látható először. A vulkán az 1950-es és 60-as évek Duck and Cover című hidegháborús oktatófilmjeit is kifigurázza, melyek azt tanácsolták az embereknek, hogy nukleáris támadás esetén asztalok alatt keressenek menedéket.

## Cselekmény
Az epizód elején Jimbo és vietnámi háborús barátja, Ned vadászni viszi Stant, Kyle-t, Cartmant és Kennyt a város közelében fekvő hegyekbe. Jimbo bemutatja, hogyan kell vadászni, de Neddel együtt önvédelem címén mindenre rálőnek, ami mozog. Stan nem akar lelőni egyetlen állatot sem, de Kenny élvezi a dolgot, ezzel elnyerve Jimbo rokonszenvét. South Park geológusa, Randy felfedezi, hogy a hegy, amelyen a gyerekek tartózkodnak, egy kitörés előtt álló vulkán. Tájékoztatja a polgármestert, aki megkezdi a szükséges előkészületek megszervezését.
A vadászat során Jimbo tiszteletbeli unokaöccsévé fogadja Kennyt, ezzel feldühítve Stant. Éjszaka Cartman Szőrmókseggről, egy mutáns lényről mesél a többieknek, amelynek egyik keze helyén egy zeller, a lába helyén pedig Tom Cruise (az eredeti angol nyelvű epizódban Patrick Duffy) van. Senki sem hisz Cartmannek, ezért az úgy dönt, másnap reggel szörnynek öltözik és ráijeszt a többiekre. Amikor rátalálnak, lőni kezdenek rá, de Cartman még időben felfedi magát. South Parkban Randy arra utasítja a városiakat, hogy ássanak egy árkot, amely elvezeti a lávát a településtől.
Amikor a vulkán kitör, a főszereplők menekülésbe fognak, de az árok miatt a hegyen rekednek. Ekkor feltűnik a valódi Szőrmóksegg és egy hatalmas kosarat fon, mellyel az árok biztonságos oldalára emeli át a menekülőket. A láva belefolyik az árokba és – Randy téves számításai miatt – elönti a közeli Denvert. Hogy rátermettségét bizonyítsa nagybátyja előtt, Stan lelövi Szőrmóksegget. Jimbo azonban nincs lenyűgözve: elmagyarázza neki, hogy néhány állatot nem szabad megölni, de Stan nem érti meg mondanivalójának lényegét. Ned kijelenti, hogy a fegyverhasználat rossz dolog és eldobja a fegyverét. Az véletlenül elsül és agyonlövi Kennyt. A gyerekek úgy döntenek, hogy a vadászat ostobaság és ezért inkább hazamennek rajzfilmeket nézni.

## Produkció

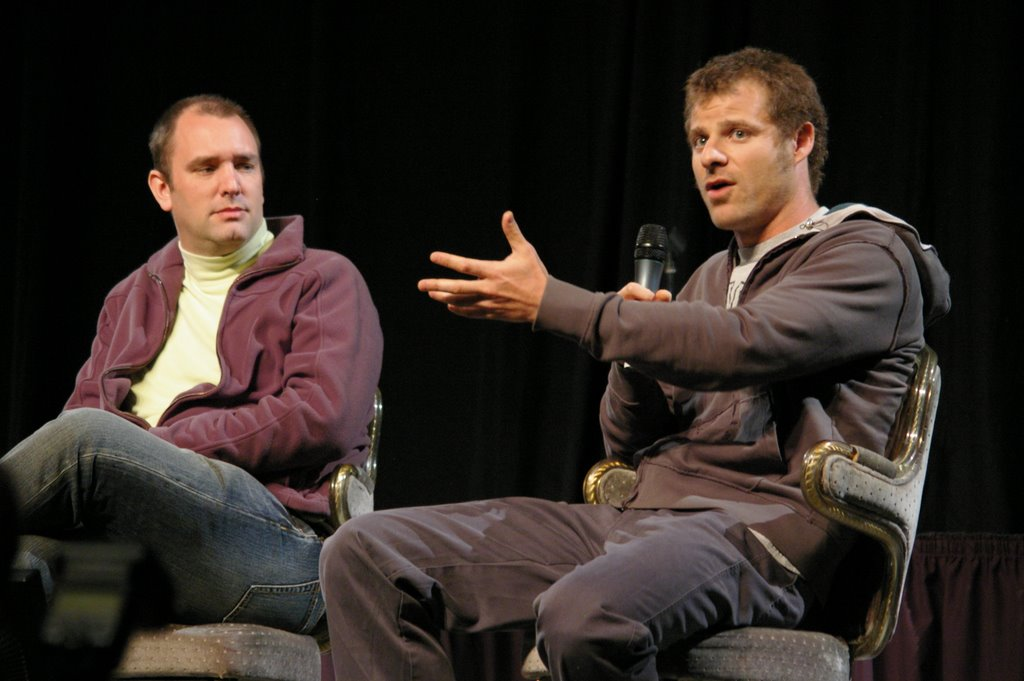
Az epizódot Trey Parker és Matt Stone, a sorozat két megalkotója írta és rendezte

Az epizódot a sorozat két megalkotója, Trey Parker és Matt Stone írta és rendezte. Témáját a vulkánkitörésekkel kapcsolatos hollywoodi katasztrófafilmek ihlették, mint az 1997-es Tűzhányó és a Dante pokla, amelyek a forgatókönyv megírásának idején kerültek a mozikba. Parker és Stone ez a két filmet a valaha bemutatott legrosszabb filmeknek tartja. Stone szerint „ha megnézed ezt az epizódot, majd a Tűzhányó című filmet, akkor az előbbiben több észszerűséget találsz”. Debbie Liebling (aki a bemutató idején a sorozat producere volt) elmondta, hogy a South Park-i vulkánkitörés segített megalapozni azt a tényt, hogy „ebben a városkában bármi megtörténhet”. Noha Parker és Stone is tisztában volt vele, hogy Coloradóban a valóságban sohasem törhetne ki vulkán, mégis feljogosítva érezték magukat az epizód elkészítésére, mert a Tűzhányó című film is Los Angelesben játszódik. Stone szerint „ha ők megtehették, akkor mi is megtehetjük”. Az alkotópáros azzal is tisztában volt, hogy az epizódbeli árok a valóságban nem nyújtana védelmet a láva ellen. Ennek ellenére belevették a történetbe, mert Parker szerint „napjaink filmjeiben pont ennyire ostoba ötleteket használnak”.
A cselekményre nagy hatással voltak még Parker és Stone gyerekkori, vadászattal kapcsolatos emlékei. Parker elmondása alapján Stan vadászattal szembeni ellenérzéseit saját élményei ihlették. Az édesapja és ő sem szerette a vadászatot, nagyapja viszont – Jimbóhoz hasonlóan – lelkesedett ezért a sportért. Parker szerint sok első évadbeli epizód olyan témákat dolgoz fel, melyek 1997-ben még tabunak számítottak, majd öt év múlva már kevésbé voltak azok; A vulkánt ez alól kivételnek tartja. Mivel söröző és egymást fegyverekkel fenyegető kisgyerekek szerepelnek benne, Parker nem volt biztos abban, hogy az 1999-es Ámokfutás a Columbine High Schoolban után a Comedy Central engedélyezi majd a sugárzást. Parker: „Akkoriban kissé szórakoztató volt, hogy kisgyerekek fegyvert szegeznek egymásra, de manapság ez már nem annyira vicces”.
Az animátorok az első négy epizód során tökéletesíteni próbálták a szereplőket. A vulkán elkészülésekor Parker és Stone úgy érezte, hogy a textúra vizuális megjelenésében előrelépés történt, ahogyan az olyan kisebb részletekben is, mint a szereplők szeme körüli vonalak. Míg a pilot epizód, a Cartman anális beültetése papírból kivágott alakok felhasználásával készült el, addig A vulkánt már számítógéppel alkották meg. Ennek ellenére a készítők szerették volna megőrizni a papírból kivágott figurákra jellemző megjelenést; például kifejezetten kérték, hogy a csillagos éjszakai égbolt egy kilyuggatott fekete papírlapra hasonlítson (csakúgy, mint a pilot epizódban). Parker és Stone a láva animációs megjelenésére különösen büszke volt, melyet elmondásuk szerint órákon át próbáltak tökéletesíteni, de elismerték, hogy a kész mű továbbra is egy narancssárga papírkivágásra emlékeztet. A vulkánból kilövellő lávagömböt, amely majdnem megöli Kennyt, a Tűzhányó című film hatására tették bele az epizódba. Szőrmóksegg alakját egy Debbie Lieblinggel folytatott beszélgetés során, véletlenül találták ki. Miközben beszélgettek, rajzolni kezdték a szereplőt és minden különösebb ok nélkül zellerkezet rajzoltak neki, illetve Patrick Duffy-t tették az egyik lába helyére. Szőrmóksegg a későbbiekben csupán a Vackor néni busza című, 2. évadbeli részben tűnik fel. Szőrmóksegg látszólag kitalált lényként lép színre, majd kiderül, hogy valóban létezik – a sorozatban ez volt az első példa arra a visszatérő motívumra, mely szerint Eric Cartman valamilyen teljesen hihetetlen és abszurd dolgot talál ki, ami aztán valósnak bizonyul. Stone ezt így kommentálta: „Cartmannek gyakrabban van igaza, mint ahányszor téved”."
A vulkán gyártása a South Park 1997. augusztus 13-i debütálásakor már folyamatban volt. A Comedy Central vezetősége az epizód tartalmának nagy részét elfogadhatónak találta, de azt a jelenetet, melyben Kyle a Stannel való beszélgetés közben váratlanul elszellenti magát, törölni szerették volna; humortalannak és feleslegesnek is vélték. Parker és Stone azonban ragaszkodott a jelenethez, mert szerintük pont ez a spontán jelleg adta a dolog viccességét. Miközben Cartman a tábortűznél Szőrmóksegg történetét meséli, a kamera ráközelít az arcára és ekkor a tűz lángnyelvei mozdulatlanná válnak. Az epizód felvétele után a készítők észrevették a bakit, de már nem volt idejük korrigálni azt, ezért benne hagyták a végleges változatban. Szintén az epizód befejezése után derült ki, hogy a szükséges epizódhosszhoz nagyjából két perc hiányzik. Hogy a hiányzó időszakaszt kipótolják, Parkerék még két új jelenetet raktak hozzá a részhez: az egyikben Ned a Kumbaya című dalt énekli a tűz mellett, a másikban pedig a kamera egy kimerevített képkockában Séf bácsi és a polgármester megdöbbent arcát mutatja, miután értesülnek a közelgő vulkánkitörésről.
Szőrmóksegg mellett két visszatérő szereplő debütál az epizódban, Randy Marsh és Ned Gerblanski. Első sorozatbeli megjelenésekor Randy South Park egyetlen geológusaként tűnik fel, de csak a Szerelem Fáni és Malac között című részben mutatják be először Stan apjaként. Parker, aki Randy eredeti hangja, a szereplő megjelenését, hangját és személyiségét az édesapjáról mintázta, aki az Amerikai Földmérő Hivatalnál geológusként dolgozik. Parker szerint az édesapja a valóságban nagyon nyugodt természetű, Randy higgadt reakciója a vulkánkitöréssel kapcsolatban – lassan kortyol egyet a kávéjából – szintén az apjára emlékeztet. Ned alakját Parker egyik középiskolai rajza ihlette, bár annak eredetileg nem volt gégemikrofonja. Ned hangját egy coloradói Kentucky Fried Chicken gyorsétterem pincérnőjének hangja inspirálta. Parker és Stone főiskolásként gyakran megfordult az étteremben, gyakran csak a pincérnő bizarr hangja miatt mentek oda, amely azonban annyira mély volt, hogy állításuk szerint elment tőle az étvágyuk. Ned hangját nehezen tudták megalkotni; próbálkoztak azzal a módszerrel, hogy a gégéjükhöz tették a mikrofont, majd egy igazi gégemikrofont is vásároltak, de végül a természetes hangszimuláció mellett döntöttek.

## Kulturális utalások és hatás

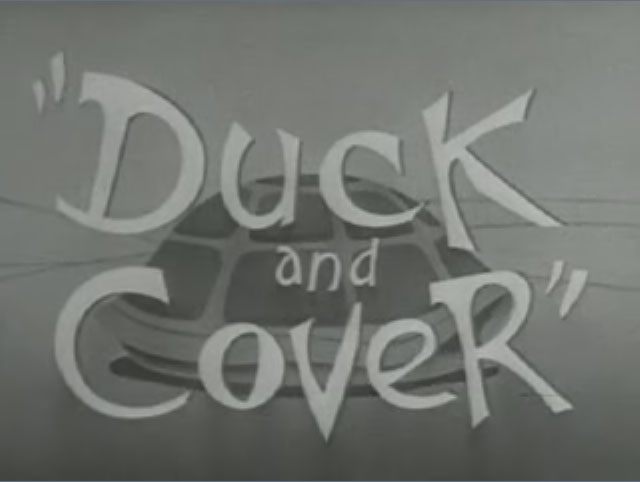
a Duck and Cover mozifilm főcíme

Az epizódban látható egy fiktív oktatófilm, A „láva és te” címmel. A film szerint ha valaki lehasal és lehajtja a fejét, akkor a forró láva gond nélkül áthalad fölötte, nem okoz neki sérülést. Ezt a filmet a Duck and Cover című, valóban létező oktatófilmek ihlették, melyek az 1950-es és 60-as években készültek: atomcsapás esetére azt javasolták a gyerekeknek, hogy egy asztal alatt vagy a falnak támaszkodva keressenek menedéket. A rövidfilmek kritikusaihoz hasonlóan Parkerék is abszurdnak találták ezeket az ötleteket és nem hittek abban, hogy azok éles helyzetben ténylegesen működnének. Jimbo és Ned vietnámi háborús veteránok - Cartman szintén azt állítja az epizódban, hogy vannak emlékei a háborúról, noha nyilvánvalóan valótlanságot állít. Patrick Duffy amerikai színész Szőrmóksegg lábaként jelenik meg az epizódban. Matt Stone elárulta, hogy semmilyen konkrét oka nem volt annak, hogy éppen Duffyt választották erre a szerepre, kivéve, hogy szerintük egy nehezen besorolható színész. „Tökéletesen unalmas. Úgy értem, hogyan is lehetnél Patrick Duffy rajongója?”
A jelenet, melyben Szőrmóksegg egy csillagot helyez egy fa csúcsára, utalás az 1964-es Rudolph the Red-Nosed Reindeer című karácsonyi filmre. A vulkánban szereplő kitalált Mount Evanston a Sziklás-hegységben fekvő Mount Evansról kapta a nevét. A Nichols kanyont Kirt Nicholsról, Parker egyik barátjáról nevezték el. Amikor megtudja, hogy a gyerekek életveszélyben vannak, a polgármester az Entertainment Tonight és az Inside Edition című hírműsorokon keresztül próbál nagyobb nyilvánosságot szerezni magának.'
A vulkánból több mondat is népszerűvé vált a South Park rajongóinak körében, köztük Jimbo „Vigyázz, támadni akar!” („It's coming right for us!”) felkiáltása, és Cartman két megjegyzése: „Democrats piss me off!” („A demokraták az agyamra mennek!”) és a „Cartoons Kick Ass!” („a rajzfilmek királyak!”). Utóbbi később a sorozattal kapcsolatos pólókon is megjelent. Habár Szőrmóksegg csak kisebb szerepet tölt be a sorozatban, mégis népszerű mellékszereplővé vált, és megjelenik a South Park 10: The Game, illetve a South Park Rally című videójátékokban. Séf bácsi „Hot Lava” című dala felkerült az 1998-as Chef Aid: The South Park Album zeneszámai közé.

## Fogadtatás
Az Amerikai Egyesült Államokban az epizódot 1997. augusztus 27-én mutatták be először, TV-MA besorolással. A Nielsen Ratings szerint – a többi korai részhez hasonlóan – A vulkánt kb. 1 millió néző követte figyelemmel, amely az USA-ban egy kábeltelevíziós műsornál akkoriban magasnak számított. Az Environmental Media Association az epizódot jelölte az Environmental Media Award-ra, de végül a díjat A Simpson család kapta meg, az Old Man and the Lisa című részért.
A vulkán többségében pozitív kritikákat kapott. Matt Roush (USA Today) dicsérte az epizódot, főleg a Duck and Cover filmek paródiáját. A The Advertiser „felháborítóan züllöttnek” és „elképesztően mulatságosnak” nevezte az epizódot. Tom Shales (The Washington Post) kritikus szerint A vulkán viccesebb volt, mint az azt megelőző Testsúly 4000. Peter Hawes (The Sunday Star-Times, Auckland) azt mondta, hogy az epizód vicces és intelligens is volt egyben. Szerinte „az amerikai nemzet lelkét ismét sikerült maradandóan megörökíteni egy durva rajzfilmben”." Tetszett neki, hogy a felnőtteket a gyerekeknél kevésbé megfontoltnak ábrázolják, és ő is kiemelte a Duck and Cover-paródiát. „Borzasztóan vicces, mert szóról szóra megegyezik azzal az elmebajos rövidfilmmel, melyet 1952-ben az amerikai kormány alkotott meg. Az a kormány, amely egy pillanatig sem hitt abban, hogy ez működőképes lenne”. A skóciai Daily Record is dicsérte az epizód „kemény humorát” – „Tetszik vagy nem, nem lehet figyelmen kívül hagyni azt a felnőtteknek készült animációs sorozatot, amely nagyobbat harap, mint amekkorát ugat”.

## DVD megjelenés
A Vulkánt öt másik epizóddal együtt három videókazettán adták ki először, 1998. május 5-én. Az epizód az első kazettán jelent meg, a Cartman anális beültetése, a Testsúly 4000, a Meleg Al meleg vízitúrája, a Szerelem Fáni és Malac között és a Halál című részekkel együtt. A teljes első évadot tartalmazó DVD-kiadás 2002. november 12-én került forgalomba. Parker és Stone az összes epizódhoz készített audiokommentárt, de ezek nem kerülhettek fel a DVD-kre - a készítők nem engedték őket cenzúrázni, ezért külön CD-n adták ki őket.

## Fordítás
- Ez a szócikk részben vagy egészben  a   Volcano (South Park) című angol Wikipédia-szócikk ezen változatának fordításán alapul.  Az eredeti cikk szerkesztőit annak laptörténete sorolja fel. Ez a jelzés csupán a megfogalmazás eredetét és a szerzői jogokat jelzi, nem szolgál a cikkben szereplő információk forrásmegjelöléseként.